# ジョアン・オリオル
ジョアン・オリオル・グラシア（Joan Oriol Gràcia, IPA：[ʒuˈan uɾiˈɔɫ], 1986年11月5日 - ）は、スペイン王国カタルーニャ州タラゴナ県カンブリス出身のプロサッカー選手。ジムナスティック・タラゴナ所属。ポジションはディフェンダー。
同じくサッカー選手であるエドゥアルド・オリオールは双子の兄弟。

## 経歴
CFポブラ・ダ・マフメートでキャリアをスタートさせ、CFレウス・デポルティウを経てセグンダ・ディビシオンBのCFガバに移籍する。
2008年には同じくセグンダBのビジャレアルCF Bに移籍すると、2010-11シーズンからトップチーム登録となった。
2011-12シーズンはジョアン・カプデビラがSLベンフィカへ移籍し、その後釜確保の失敗した影響で、ホセ・マヌエル・カタラと左サイドバックのポジションを争った。チームは2度の監督交代が起こる極度の不振に陥り、18位となり、13シーズンぶりにセグンダ・ディビシオンに降格したが、オリオルは21試合に出場し、カタラをベンチへ、そしてシーズン後には移籍へ追いやる活躍を見せた。
2013-14シーズン、CAオサスナのセグンダ・ディビシオン降格に伴い契約を早期に終了し退団。2014年8月4日、チャンピオンシップのブラックプールに移籍。契約は1年で更に1年間の延長オプションが付く。同月18日には兄弟であるエドゥアルドが加入しチームメイトとなった。
2015年1月18日、エドゥアルドと共にリーガ1のFCラピド・ブカレストに移籍した。同年7月5日、セグンダ・ディビシオンのRCDマヨルカに移籍し母国に復帰した。
2017年8月31日、ギリシャのアトロミトスFCに移籍した
。